# Premi cinematografici
Questa è una lista di gruppi, associazioni e festival che riconoscono ed assegnano premi nel campo cinematografico.
In alcuni casi, i premi hanno dei nomi caratteristici con i quali sono noti al di fuori della manifestazione che li assegna (come il Premio Oscar o il Leone d'oro, che sono menzionati dove possibile). Molti premi sono semplicemente identificati con il nome dell'associazione che li assegna. Il più antico premio internazionale del cinema è l'Academy Award di Hollywood.
I premi sono divisi in tre grandi categorie:
- Premi della critica;
- Premi dei festival cinematografici;
- Premi dell'industria cinematografica (scelti da addetti ai lavori);

## Premi della critica

### Africa
- Africa Movie Academy Awards

### Argentina
- Argentine Film Critics Association

### Australia
- Film Critics Circle of Australia

### Belgio
- Sindacato Belga della Critica Cinematografica
  - Premio André Cavens

### Canada
- Toronto Film Critics Association, su torontofilmcritics.com.
- Vancouver Film Critics Circle

### Francia
- French Union of Film Critics
- Premio César
- Premio Louis-Delluc
- French Syndicate of Cinema Critics

### Germania
- Ernst Lubitsch Award (Verleihung des Ernst-Lubitsch-Preises)
- Golden Camera

### Gran Bretagna
- British Academy Film Awards
- Evening Standard British Film Awards
- London Film Critics Circle
- Gold Movie Awards ®

### Italia
- David di Donatello
- BasilicataCinema Movie Awards - Premio alla cinematografia Mediterranea.
- Nastri d'argento del Sindacato nazionale giornalisti cinematografici italiani (SNGCI).
- Globo d'oro
- Premio della Critica SNCCI (SNCCI)
- Premio Filippo Sacchi del Sindacato nazionale giornalisti cinematografici italiani (SNGCI).
- MIFF Awards, a Milano

### Stati Uniti d'America
- New York Film Critics Circle
- Los Angeles Film Critics Association
- National Society of Film Critics
- National Board of Review of Motion Pictures Awards
- American Film Institute Awards
- Boston Society of Film Critics
- Broadcast Film Critics Association
- Chicago Film Critics Association
- Dallas-Fort Worth Film Critics Association
- Florida Film Critics Circle
- Golden Apple Awards
- Hollywood Discovery Awards
- Kansas City Film Critics Circle
- Las Vegas Film Critics Society
- National Association of Theatre Owners
- Phoenix Film Critics Society
- St. Louis Film Critics Association
- San Diego Film Critics Society
- San Francisco Film Critics Circle
- Santa Fe Film Critics Circle
- Saturn Award
- Screen Actors Guild Awards
- Seattle Film Critics
- Southeastern Film Critics Association
- Washington DC Film Critics Association
- Writers Guild of America

## Premi dei Festival
Vengono riportati i nomi solamente per i premi più noti ed importanti. Vedi anche festival cinematografici.

### Belgio
- Flanders International Film Festival Ghent
- Festival del cinema di Ostenda

### Canada
- TIIFF Toronto International Film Festival
  - People's Choice Award (Premio del Pubblico)
- Montreal World Film Festival
  - Grand Prix des Amériques (Miglior Film)

### Danimarca
- Robert Festival
- Copenaghen Film Festival
  - Cigno d'oro

### Francia
- Festival di Cannes
  - Palma d'Oro (miglior Film)
  - Gran Premio Speciale della Giuria
  - Miglior Regia
  - Miglior Attore
  - Migliore Attrice
  - Premio della giuria

### Germania
- Festival internazionale del cinema di Berlino
  -  Orso d'Oro (miglior Film)
  - Orso d'Argento (Gran Premio della Giuria)
  - Orso d'Argento (miglior Regia)
  - Orso d'Argento (miglior Attore)
  - Orso d'Argento (migliore Attrice)
  - Orso d'Oro (alla Carriera)

### Gran Bretagna
- Dinard British Film Festival
  - Golden Hitchcock
- London Film Festival
  - British Film Institute Sutherland Trophy

### Grecia
- Thessaloniki International Film Festival
  - Golden Alexander

### Italia
- Mostra internazionale d'arte cinematografica di Venezia
  - Leone d'Oro (miglior Film)
  - Leone d'Argento (Gran Premio della Giuria)
  - Leone d'Argento (miglior Regia)
  - Coppa Volpi (miglior Attore)
  - Coppa Volpi (miglior Attrice)
  - Leone d'Oro (alla Carriera)
- Torino Film Festival
- Festival Internazionale del Film di Roma
  - Marc'Aurelio d'Oro (miglior Film)
  - Marc'Aurelio d'Argento (Gran Premio della Giuria)
  - Marc'Aurelio d'Argento (miglior Attore)
  - Marc'Aurelio d'Argento (miglior Attrice)
- Sport Movies & Tv - Milano International FICTS Fest organizzato dalla FICTS
  - “Excellence Guirlande d’Honneur”
  - “Guirlande d’Honneur” (una per ogni Sezione del Festival)
  - “Mention d’Honneur” (quattro per ogni Sezione del Festival)
  - “Premi Speciali”
- Giffoni Film Festival
  - Miglior Film
- Taormina Film Fest
  - Taormina Arte Award
  - Premio Cariddi
  - Premio Kinéo
- Sport film festival
  - Paladino d'oro
- Bergamo Film Meeting
  - Primo Premio (ex Rosa Camuna d'Oro)
  - Secondo Premio (ex Rosa Camuna d'Argento)
  - Terzo Premio (ex Rosa Camuna di Bronzo)
- Agrigento
  - Efebo d'Oro (Premio Regia Film/Tv tratto da Narrativa)
- Festival del cinema di Salerno
- Trailers FilmFest
- Elefantino d'Argento
- Venere d'argento
- Festival del Cinema di Frontiera
- Premio Cinematografico Alpi del Mare - Città di Busca (CN)
- Tolfa Short Film Festival
  - Miglior cortometraggio
  - Premio "La Pellicola d'Oro" (Riconoscimento - Mestieri e Artigianato del Cinema Italiano)
  - Miglior Direttore di Produzione
  - Miglior Operatore di Macchina
  - Miglior Capo Elettricista
  - Miglior Capo Macchinista
  - Miglior Attrezzista
  - Miglior Tecnico di Effetti Speciali
  - Miglior Sarta
  - Miglior Sartoria
  - Miglior Costruttore di Scena
  - Miglior Storyboard Artist
  - Miglior Stuntmen
  - Miglior Creatori di Effetti Sonori
- Cubo Cine Festival di Ronciglione (Festival del cinema e l'audiovisivo)
  - Cubo Cine Award (miglior Film)
  - Cubo Cine Award (miglior regista)
  - Cubo Cine Award (miglior Film TV)
  - Cubo Cine Award (Opera Prima)
  - Cubo Cine Award (Premio alla carriera)
  - Cubo Cine Award (Miglior Produzione)
  - Cubo Cine Award (miglior Attore)
  - Cubo Cine Award (miglior Attrice)
  - Cubo Cine Award (miglior Attore Emergergente)
  - Cubo Cine Award (miglior sceneggiatura)
  - Cubo Cine Award (miglior scenografia)
  - Cubo Cine Award (miglior soggetto)
  - Cubo Cine Award (miglior opera sociale)
  - Cubo Cine Award (miglior web serie)
  - Cubo Cine Award (Giornalista Tv)

### Marocco
- Festival international du film de Marrakech
  - Étoile d'or (miglior Film)
  - Premio della giuria
  - Miglior Regia
  - Migliore Attrice
  - Miglior Attore
  - Premio della Giuria per il miglior regista
  - Migliore interpretazione
  - Migliore Sceneggiatura
  - Étoile d'or Gran Premio Short Film
  - The Cinécoles Short Film Prize

### Nigeria
- Nollywood Movies Awards

### Olanda
- International Film Festival Rotterdam
  - Tigre d'oro

### Spagna
- Festival internazionale del cinema di San Sebastián
  - Conchiglia d'Oro (miglior Film)
  - Conchiglia d'Argento (miglior Regia)
  - Conchiglia d'Argento (miglior Attore)
  - Conchiglia d'Argento (migliore Attrice)
  - Premio Donostia (alla Carriera)

### Stati Uniti d'America
- Chicago International Film Festival
  - Gold Hugo
  - Silver Hugo
- Sundance Film Festival
  - Gran premio della giuria
  - Premio del pubblico
- Hawaii International Film Festival
  - Golden Maile
- Seattle International Film Festival
  - Golden Space Needle

### Svezia
- Festival del cinema di Stoccolma
  - Bronze Horse

### Svizzera
- Festival internazionale del film di Locarno
  - Pardo d'Oro (miglior Film)
  - Premio Speciale della Giuria
  - Pardo d'Argento (miglior Regia)
  - Pardo (migliore Attore)
  - Pardo (migliore Attrice)
  - Pardo d'Onore (alla Carriera)
  - Excellence Award (Personalità del Mondo del Cinema)

## Premi dell'industria cinematografica

### Australia
- Australian Film Institute Awards

### Belgio
- Premio Magritte
- Premio Joseph Plateau

### Canada
- Academy of Canadian Cinema and Television
- Genie Award

### Cina
- Golden Roaster Award
- Hundred Flowers Award
- Huabiao Award

### Corea del sud
- Blue Dragon Film Award
- Premio Daejong
- Baeksang Arts Award

### Danimarca
- Robert Award

### Europa
- European Film Academy
- European Film Awards (noto anche come Felix)

### Filippine
- FAMAS Award
- Luna Award

### Finlandia
- Jussi

### Francia
- Premio César
- Premio Lumiéres de Paris

### Germania
- Deutscher Filmpreis
  - Lola d'oro
  - Lola d'argento
  - Lola di bronzo
- Bayerischer Filmpreis
- German Screen Awards
- Guild of German Art House Cinemas
- Goldene Henne
- Premio Jupiter
  - Guild Film Award - Gold

### Gran Bretagna
- British Academy of Film and Television Arts (BAFTA)
  - British Academy Film Awards
  - British Independent Film Awards

### Hong Kong
- Hong Kong Film Awards

### Internazionali
- International Documentary Association Awards
- World Soundtrack Awards
- World Stunt Awards, su worldstuntawards.com. URL consultato il 14 novembre 2004 (archiviato dall'url originale il 22 luglio 2007).

### Irlanda
- Irish Film and Television Award

### Israele
- Israeli Academy Award

### India
- Jharkhand International Film Festival & Awards

### Italia
- Grolle d'oro
- Ciak d'oro

### Messico
- Ariel Awards
- MTV Movie Awards México

### Norvegia
- Amanda Awards

### Polonia
- Polskie Nagrody Filmowe

### Québec
- Prix Jutra

### Spagna
- Premio Gaudí
- Premio Goya

### Stati Uniti d'America
- Academy of Motion Picture Arts and Sciences
  - Academy Awards, generalmente noti come gli Oscar
- Academy of Science Fiction Fantasy and Horror Films
  - Saturn Award
- American Choreography Awards
- American Cinema Editors Golden Reels
- American Society of Cinematographers
- Art Directors Guild
- ASCAP Film and Television Awards
- BMI Film Music Awards
- Casting Society of America
  - Artios Awards
- Cinema Audio Society
- Costume Designers Guild
- Directors Guild of America Awards
- EDI Reel Awards
- Golden Trailers
- Hollywood Foreign Press Association
  - Golden Globe
- Hollywood Makeup and Hairstylist Guild
- Hollywood Reporter Key Art Awards
- Hollywood Reporter YoungStar
- Independent Spirit Awards
- International Animated Film Society / ASIFA-Hollywood
  - Annie Awards
- International Press Academy
  - Satellite Awards
- Motion Picture Sound Editors
- Producers Guild of America Awards
- Publicists Guild of America Awards
- Screen Actors Guild Awards
- ShoWest/National Association of Theatre Owners Convention
- USC Scripter Award
- Visual Effects Society Awards
- Writers Guild of America
  - Writers Guild Award

### Svezia
- Guldbagge Awards (Guldbaggegalan)

### Svizzera
- Swiss Film Awards

### Taiwan
- Golden Horse Film Festival and Awards

### Thailandia
- Suphannahong National Film Awards

### Ucraina
- Golden Dzyga